# Al A'rsh (huyện)
Huyện Al A'rsh là một huyện thuộc tỉnh Al Bayda', Yemen. Đến thời điểm năm 2003, huyện này có dân số 45773 người